# این خواسته شده، این مرده
"این خواسته شده، این مرده" (به اسپانیایی: Se Quiere, Se Mata) ششمین تک آهنگ از سومین آلبوم استودیویی شکیرا، پابرهنه (۱۹۹۵) است که توسط خود او نوشته و آهنگسازی شده. این ترانه در مکزیک و در ترانه‌های داغ لاتین بیلبورد در ایالات متحده جزء ده مورد برتر بود. این آهنگ داستان یک زوج جوان به نام‌های براولیو و دانا است که تصمیم به سقط جنین می‌گیرند. رابطه این دو نفر با مخالفت خانواده‌هایشان مواجه می‌شود، و در نهایت آنها تسلیم خواسته‌های جنسی خود می‌شوند و دانا باردار می‌شود. با این حال، آنها به جای اعتراف به این امر برای خانواده‌ها و همسایگان خود، سقط جنین را انتخاب می‌کنند. سقط جنین در نهایت خوب پیش نمی‌رود و منجر به مرگ دانا می‌شود.
نام این ترانه، از این خط از شعر می‌آید: "..esta podrida ciudad donde lo que no se quiere se mata." (.. در شهر فاسدش، آنچه نمی‌خواهد، می‌میرد) که در اینجا شکیرا از فشار اجتماعی-اخلاقی که مردم را وادار به انجام اقدامات افراطی برای حفظ ظاهر می‌کند ابراز تاسف می‌کند. توجه داشته باشید که کلمه اسپانیایی "quiere" در نام ترانه می‌تواند به معنی "خواستن" یا "عشق ورزیدن" باشد و به نظر می‌رسد آهنگ از هر دو معنی استفاده می‌کند.

## پیشینه و قطعه موسیقی
در سال ۱۹۹۰، شکیرا سیزده ساله با سونی میوزیک قرارداد ضبط صدا را امضا کرد و اولین آلبوم استودیویی خود را با نام افسون در سال ۱۹۹۱ منتشر کرد، که عمدتاً شامل قطعاتی بود که وی از هشت سالگی نوشته بود. از نظر تجاری، این آلبوم با مشکل روبرو شد و تعداد کمتر از ۱۲۰۰ نسخه را در کلمبیا (که کشور بومی شکیراست) به فروش رساند. ترانه بعدی وی با نام خطر در سال ۱۹۹۳ منتشر شد و با شکست مشابهی روبرو شد. در نتیجه، شکیرا یک وقفه دو ساله در کار خود انجام داد و به او اجازه داد تحصیلات دبیرستان را به پایان برساند.
شکیرا به دنبال احیای حرفه خود، اولین آلبوم استودیویی بزرگ خود، با نام پابرهنه را در سال ۱۹۹۵ توسط سونی موزیک و کلمبیا رکوردز منتشر کرد. او با تصدی یک موقعیت برجسته در تولید آن، نویسندگی و تهیه کنندگی مشترک هر یازده قطعه موجود در این آلبوم را بر عهده داشت.

## موزیک ویدئو
این موزیک ویدئو توسط خوان کارلوس مارتین (به انگلیسی: Juan Carlos Martín) کارگردانی شد و در رتبه ۲۵ در ۲۵ ترانه برتر Telehit قرار گرفت. در این ویدیو شکیرا داستان براولیو و دانا را بیان می‌کند. با پیشروی آهنگ، صحنه‌هایی از او در یک اتاق با سقف کوتاه و در لباس مشکی نشان داده می‌شود و در صحنه‌های دیگر با لباس قرمز در یک اتاق با کاغذدیواری‌های سبز رنگ است. در ویدئو، به طریقی سانسور شده نشان داده می‌شود که چگونه براولیو و دانا تسلیم خواسته‌های جنسی خود می‌شوند، و همچنین صحنه کوتاهی از «دکتر» که دانا می‌رود تا نوزاد متولد نشده خود را سقط کند در حالی که براولیو تنها در یک سرویس بهداشتی کوچک منتظر می‌ماند، سعی می‌کند با احساساتش کنار بیاید.

## جدول‌ها
جدول وارد شدهٔ غیرمجاز: بیلبوردلاتین‌سانگز|۸
جدول وارد شدهٔ غیرمجاز: بیلبوردلاتین‌پاپ‌سانگز|۱
| جدول (۱۹۹۷) | رتبه |
| ----------- | ---- |